# Esenbeckia amazonica
Esenbeckia amazonica là một loài thực vật có hoa trong họ Cửu lý hương. Loài này được Kaastra mô tả khoa học đầu tiên năm 1977.